# DB-Baureihe V 80
Die Baureihe V 80 bezeichnete die erste neuentwickelte Diesellokomotivenbaureihe der Deutschen Bundesbahn für den Streckendienst, die ab 1968 als Baureihe 280 bezeichnet wurde.

## Geschichte
Diese Lokomotivtype wurde als erste neuentwickelte Diesellok für den Streckendienst der Deutschen Bundesbahn (DB) gebaut. Die Baureihe wurde in den Jahren 1951/1952 in einer Anzahl von zehn Exemplaren gebaut, bildete aber die Grundlage aller weiteren Entwicklungen der DB auf diesem Sektor. Die Hälfte der Maschinen (V 80 001 bis 005) wurde von Krauss-Maffei gebaut, die andere Hälfte (V 80 006 bis 010) von MaK.
Die Lokomotiven waren zunächst auf die Bahnbetriebswerke Frankfurt am Main und Bamberg verteilt. In Frankfurt kamen sie im Vorortverkehr Frankfurt (Main) Hbf–Bad Homburg v. d. Höhe bzw. nach Kronberg zum Einsatz und zogen auch Eilzüge zwischen Frankfurt (Main) und Köln. Die Bamberger Maschinen kamen im Nürnberger Vorortverkehr sowie auf diversen Nebenbahnen rund um Bamberg zum Einsatz. Ab 1963 wurden alle Loks in Bamberg zusammengefasst und übernahmen Personen- und Güterzugleistungen auf vielen Nebenbahnen im nördlichen Franken. Sie verrichteten zuletzt den kompletten Verkehr auf der Bahnstrecke Breitengüßbach–Maroldsweisach und der Bahnstrecke Breitengüßbach–Dietersdorf.
Das Nebenbahnsterben in den 1970er Jahren führte dazu, dass sich die DB zwischen 1976 und 1978 von den nur zehn Exemplaren – eine „Splittergattung“ im Bahndeutsch – trennen konnte, da auch ausreichend Lokomotiven der vergleichbaren, aber stärkeren Baureihe V 100 verfügbar waren.

## Konstruktion

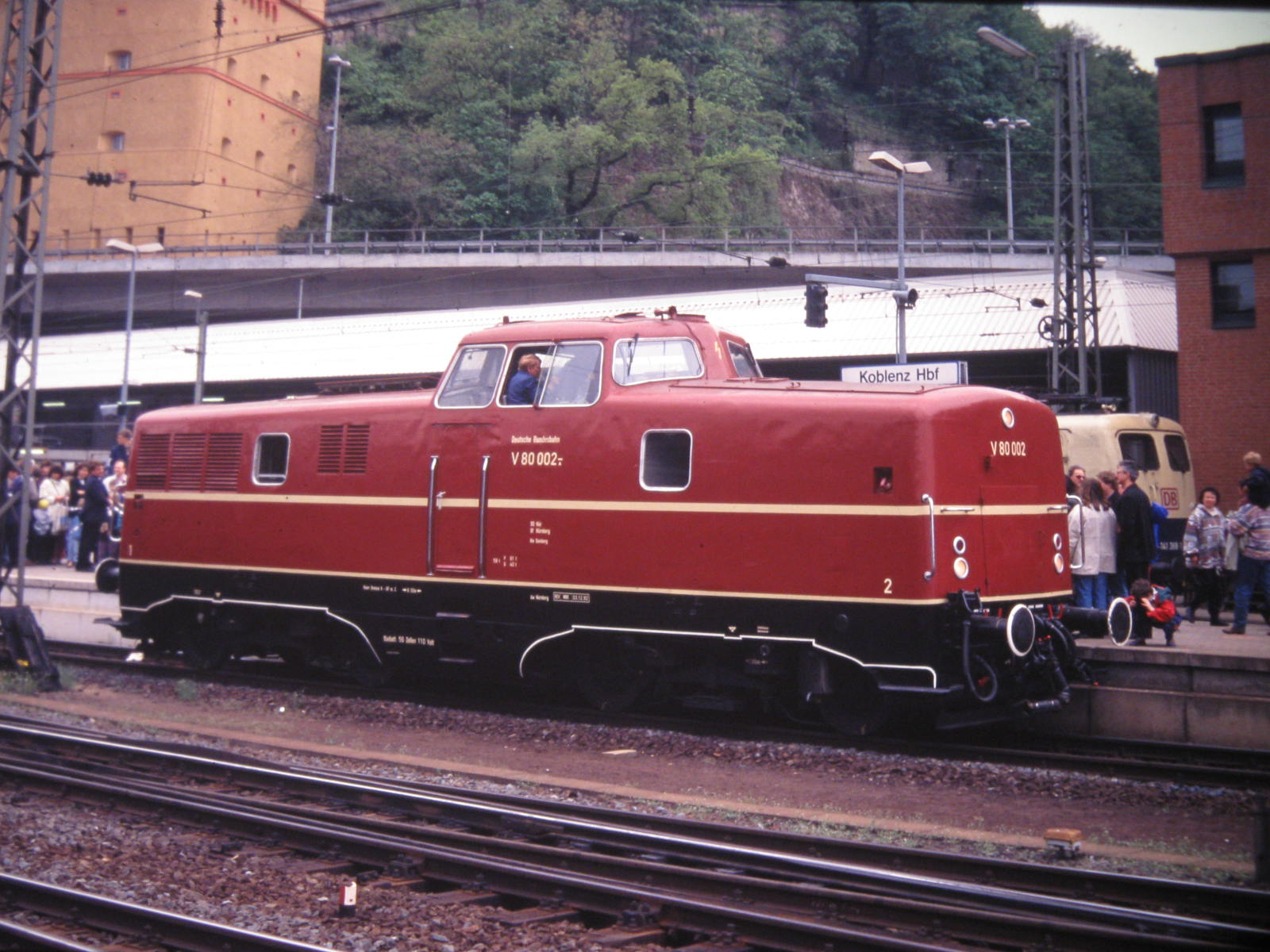
Museumslok V 80 002 in Koblenz Hbf

### Allgemeines
Die Lokomotive ist als Drehgestelllokomotive mit der Achsanordnung B'B' mit Mittelführerstand ausgeführt. Die Aufbauten bestehen aus den vorderen und hinteren Vorbauten und dem Mittelführerhaus. Unter dem vorderen Vorbau befinden sich die Kühleranlage, die Kraftstoff-Hauptbehälter, der Dieselmotor, das Vorheizgerät sowie die Luftverdichter, unter dem hinteren Vorbau die Heizkesselanlage mit Speisewasser- und Heizölbehälter. Unter dem erhöhten Führerhaus befinden sich das Strömungsgetriebe, die Hauptluftbehälter, die Lichtanlassmaschine, der Lüftergenerator und die Batterien. Der Motoren- und der Heizkesselraum sind vom Führerhaus aus durch Türen innen begehbar. Durch stirnseitige Türen sind die Kühlergruppe und die Rückseite des Heizkessels zugänglich. An den Fahrzeugecken sind Rangiertritte und Haltegriffe angeordnet. Die Kombination eines einzelnen Mittenführerstandes mit zwei vollverkleideten, begehbaren Vorbauten ist im deutschen Lokomotivbau einzigartig.
Im Führerhaus befinden sich diagonal gegenüber angeordnete Führerpulte mit je einem erhöht angeordneten Führersitz für jede Fahrtrichtung. Die Führerpulte bestehen aus einer Grundplatte, auf der alle Bedienelemente wie das Führerbremsventil, das Zusatzbremsventil, die Fahrschalterkurbel, der Richtungswendergriff, zwei Reihen Kippschalter und die Gruppenschalter für das An- und Abstellen des Dieselmotors angeordnet sind, sowie einem Pultaufbau, in dem der Geschwindigkeitsmesser, die Bremsdruckmesser und die Meldelampen untergebracht sind. Neben Führerpult 1 befinden sich die pneumatische Umschaltung für den Strecken- und Rangiergang, der Motordrehzahlmesser sowie das Handrad für die Feststellbremse.
Die Lokomotiven besaßen die „Vielfachsteuerung Bauart 1949“ und waren damit wendezug- und mehrfachtraktionsfähig.
In der grundlegenden Konstruktion hat die V 80 Elemente, die auch bei sämtlichen nachfolgenden Dieselloktypen verwendet wurden: mittelschnell laufender Dieselmotor, hydraulisches Getriebe, Kraftübertragung auf die Achsen mittels Gelenkwellen.

### Wagenkasten und Drehgestelle
Der Wagenkasten wurde erstmals bei der DB komplett als Schweißkonstruktion ausgeführt. Der tragende Hauptrahmen besteht aus zwei Stahlrohren, die in der Pufferachse als Längsträger angeordnet sind und durch weitere Quer- und Längsspanten sowie Rahmenabdeckbleche versteift werden. In die Längsträgerrohre können Ballastgewichte eingelegt werden. Die Rahmendeckbleche sind im Bereich des Dieselmotors und des Strömungsgetriebes mit Ausschnitten versehen. Zur Einleitung der Zug- und Druckkräfte sind die Rahmenenden versteift. Die Aufbauten bestehen aus einer Fachwerkkonstruktion aus Vierkantprofilen und sind mit Blechen beplankt.
Um die Maschinenanlagen ausbauen zu können, können im Dach der Vorbauten und des Führerstandes Dachteile abgenommen werden.
Die beiden Drehgestellrahmen bestehen aus einer vollständig geschweißten Blechträgerkonstruktion, die einen nach oben und unten offenen Kasten mit vier Kragarmen bildet. Die innengelagerten Radsätze sind über je zwei innenliegende Achslenker mit den Drehgestellrahmen verbunden, welche die Längskräfte zwischen den Radsätzen und dem Drehgestellrahmen übertragen. In den Kragarmen des Drehgestellrahmens sind Blattfedern als Primärfederung eingebaut, mit denen sich der Drehgestellrahmen auf den Radsatzlagern abstützt. Im offenen Kasten des Drehgestellrahmens tauchen mittig das Umschalt- und Verteilergetriebe ein. Dort erfolgt auch die Wagenkastenanlenkung, die ohne Drehzapfen über eine Lenkhebelkonstruktion mit Gummigelenken um einen ideellen Drehpunkt erfolgt. Außen am Drehgestellrahmen sind je vier Träger zur Aufnahme der Schraubenfedern der Sekundärfederung angeschweißt. Außen an den Drehgestellen sind unterhalb der Träger in Längsrichtung Blattfedern angeordnet, deren Enden mit Pendelbolzen an den Schraubenfedern hängen. Der Wagenkasten stützt sich auf die Bunde der Blattfedern ab.

### Maschinenanlage und Kraftübertragung
Als Antriebsmotoren kommen aufgeladene V12-Viertakt-Dieselmotoren zum Einsatz. Ursprünglich wurden drei verschiedene Motoren von 800 PS (588 kW) bis 1.000 PS (735 kW) eingebaut, später wurden MTU-Motoren mit 1.100 PS (809 kW) eingebaut. Der Dieselmotor sitzt auf einem Motortragrahmen, der mit einer Dreipunktaufhängung im Lokomotivrahmen gelagert ist. Sechs Fahrstufen von 600/min bis 1400/min (bzw. 1500/min) können eingestellt werden.
Der Dieselmotor überträgt seine Leistung über eine Kupplung und eine kurze Gelenkwelle auf das Strömungsgetriebe, von dessen beiden Abtriebsflanschen über einen nach vorn und hinten durchgehenden Gelenkwellenstrang je Drehgestell ein Umschalt- und Verteilergetriebe angetrieben wird. Die Umschalt- und Verteilergetriebe (UV-Getriebe) dienen zur Verteilung des Drehmoments über zwei weitere kurze Gelenkwellen auf die Kegelradsatzgetriebe der Radsätze. Die Umschalt- und Verteilergetriebe dienen außerdem zum Umschalten von zwei Geschwindigkeitsbereichen der Lokomotive: 100 km/h im Streckendienst und 50 km/h im Rangierdienst. Der Rangiergang ermöglicht es, mit Schrittgeschwindigkeit dauerhaft mit voller Leistung zu fahren.
Als Strömungsgetriebe kamen Getriebe der Hersteller Voith und Maybach zum Einsatz. Das erste vom Typ Voith T 36 besteht aus drei hydraulischen Wandlern, das zweite vom Typ Maybach-Mekydro K 104 aus einem Wandler mit vier nachgeschalteten mechanischen Gängen. Beide enthalten auch das Wendegetriebe, mit dem die Lokomotiven die Fahrtrichtung wechseln können. Die Gesamtanordnung der Kraftübertragungsanlage (Strömungsgetriebe, UV-Getriebe, Achstriebe und Gelenkwellen) wiegt 6,2 t bzw. 6,8 t.
Der Auspuff wird durch einen Schacht in der Mitte der Führerhausfront geführt. Ab 1958 wurde auf dem Führerhausdach ein Schalldämpfer angebracht.

### Hilfsanlagen
Das Strömungsgetriebe treibt über zwei Nebenabtriebe und zwei Gelenkwellen die Lichtanlassmaschine und den Lüftergenerator an. Die Lichtanlaßmaschine startet den Dieselmotor und lädt die Fahrzeugbatterie, sobald der Dieselmotor gezündet hat. Der Lüftergenerator ist ein Drehstromgenerator, der die zwei Drehstrom-Asynchronmotoren der Kühlerlüfter antreibt.
Die im Dieselmotor und im Strömungsgetriebe anfallende Verlustwärme wird in einer als Seitenwandkühler ausgebildeten Kühlanlage abgeführt. Zwei elektrisch angetriebene Pumpen wälzen das Kühlwasser um, auch einige Minuten nach dem Abschalten des Dieselmotors, um Wärmestauungen zu vermeiden. Zwei Kühlerlüfter, ein großer, der nach oben ausbläst und ein kleiner, der den Motorraum belüftet, sorgen für den erforderlichen Luftstrom. Die Vorwärmung des Kühlwassers kann durch Einblasen von Fremddampf, Dampf aus der eigenen Heizkesselanlage oder durch das mit Dieselkraftstoff betriebene Vorheizgerät erfolgen.
Die Druckluftversorgungsanlage besteht aus zwei elektrisch angetriebenen Luftverdichtern vom Typ Knorr VV 64/100, den Hauptluftbehältern und den zugehörigen Armaturen. Die Lokomotive besitzt zwei pneumatisch unabhängige Bremsen, die jedoch auf die gleichen Bremszylinder wirken; je ein Bremszylinder wirkt auf einen Radsatz. Es handelt sich um die indirekt wirkende, selbsttätige Druckluftbremse mit Einfachsteuerventil, Bauart Knorr, und die direkt wirkende, nichtselbsttätige Druckluftbremse. Die indirekt wirkende, selbsttätige Bremse wird durch die Führerbremsventile betätigt. Die Einfachsteuerventile ermöglichen ein stufenweises Bremsen, jedoch kein stufenweises Lösen. Die direkte Bremse wird durch die Zusatzbremsventile betätigt.
Zur Beheizung der Reisezüge dient die Heizkesselanlage der Lokomotive. Sie besteht aus einem liegenden Zweizugkessel und einer vollautomatischen Ölfeuerungsanlage der Firma Körting. Als Vorrat werden 600 l Heizöl und 2,6 m³ Speisewasser mitgeführt. Letzteres kann über einen Schlauchanschluss mit Druckwasser oder mit einer Handflügelpumpe und mit Hilfe von seitlich ausziehbaren Füllkästen auch unter Wasserkranen nachgefüllt werden.
Ein Heizkörper im Führerhaus und ein Speisenwärmer, die im Nebenschluss zum Motorkühlkreislauf liegen, werden nach Öffnen der Absperrventile von einem Teilstrom des warmen Kühlwassers durchflossen.

## Verbleib

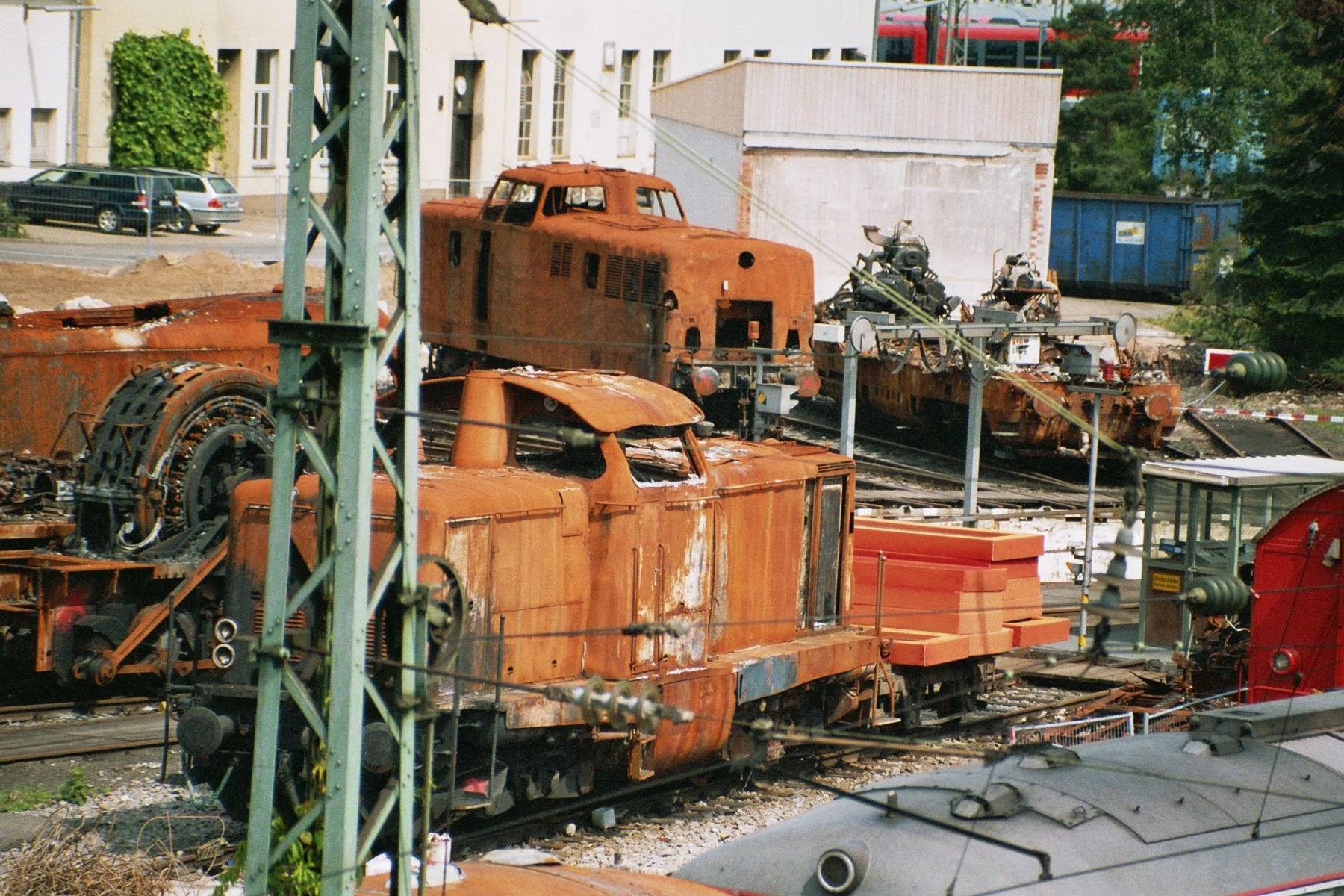
Überreste einiger der ausgebrannten Loks im Museumslokschuppen, hinten die V 80 002

Nach Ausmusterung der Baureihe wurde eine Maschine (280 002) von der Deutschen Bundesbahn zur Museumslok bestimmt. Sie wurde beim Brand des Lokschuppens Nürnberg am 17. Oktober 2005 zerstört, die Reste wurden 2006 verschrottet. Eine weitere Maschine (280 010) gelangte 1977 zur Hersfelder Kreisbahn (dort V 31). Alle anderen Lokomotiven wurden 1977 und 1978 an Gleisbaufirmen und Privatbahnen in Italien verkauft, 1981 gelangte auch die Hersfelder Lok dorthin. Drei Maschinen kehrten zur musealen Erhaltung nach Deutschland zurück, die in Italien verbliebenen Loks wurden bis 2024 zerlegt.
Als erste Maschine kam Mitte Oktober 2005 die von Krauss-Maffei gebaute 280 001 wieder nach Deutschland. Sie wurde von einem privaten Sammler (Alexander von Lüpke) erworben, dem auch die Museumslok 212 203 gehört. Die äußerlich aufgearbeitete Lok ist in Frankfurt am Main abgestellt.
Als zweite Lok kehrte 280 005 im Juni 2008 zurück. Sie wurde vom DB-Museum im Tausch gegen eine Diesellok der Baureihe 216 als Ersatz für die zerstörte 280 002 erworben. Sie wurde bis April 2013 im Dampflokwerk Meiningen in Ursprungslackierung mit Computerbeschriftung äußerlich aufgearbeitet.
Im August 2013 kehrte schließlich auch die ehemalige 280 007 von Italien nach Deutschland zurück. Nach äußerlicher Aufarbeitung in Siegen wird sie von der Deutschen Privatbahn (Sammlung Ludger Guttwein) im ehemaligen Bahnbetriebswerk Altenbeken museal erhalten.